# Sounds from the Thievery Hi-Fi
Sounds from the Thievery Hi-Fi — дебютний студійний альбом американського дуету електронної музики Thievery Corporation. Вперше був випущений у 1996 році в Німеччині та 7 червня 1997 року компанією ESL Music у Сполучених Штатах. Запрошені вокалісти включають Пем Брікер і Бебель Жілберту. За даними Nielsen SoundScan, станом на 2002 рік у США було продано понад 33 000 копій альбому.

## Трек-лист

### Оригінальний реліз
Ця версія була випущена в 1996 році ESL Music в Німеччині. Пізніше він був випущений компанією 4AD у Великій Британії та компанією Rough Trade Germany у Німеччині та у 2002 році компанією Labels у Франції.
1. «A Warning (Dub)» – 2:21
2. «2001 Spliff Odyssey» – 7:45
3. «Shaolin Satellite» – 6:26
4. «Vivid» - 4:22
5. «Universal Highness» – 4:25
6. «Incident at Gate 7» – 6:27
7. «Scene at the Open Air Market» – 2:36
8. «The Glass Bead Game» – 6:15
9. «The Foundation» – 5:39
10. «Interlude» – 2:26
11. «The Oscillator» – 4:14
12. «So Vast as the Sky» - 5:02
13. ".38.45 (A Thievery Number)" – 5:11
14. «Walking Through Babylon» – 4:27

### Реліз США
Це було випущено Eighteenth Street Lounge Music 7 червня 1997 року.
1. «A Warning (Dub)» – 2:21
2. «2001 Spliff Odyssey» – 7:45
3. «Shaolin Satellite» – 6:26
4. "Transcendence" – 4:06
5. «Universal Highness» – 4:21
6. «Incident at Gate 7» – 6:28
7. "Manha" – 3:48
8. «Scene at the Open Air Market» – 2:57
9. «The Glass Bead Game» – 6:11
10. "Encounter in Bahia" – 3:59
11. «The Foundation» – 5:38
12. «Interlude» – 2:22
13. «The Oscillator» – 4:14
14. "Assault on Babylon" – 4:25
15. ".38.45 (A Thievery Number)" – 5:06
16. "One" – 4:51

### Перевидання 2006 року
Eighteenth Street Lounge Music перевипустили альбом на початку 2006 року з наступним списком треків.
1. «A Warning (Dub)» – 2:21
2. «2001 Spliff Odyssey» – 5:06
3. «Shaolin Satellite» – 6:23
4. Transcendence" – 4:06
5. «Universal Highness» – 4:25
6. «Incident at Gate 7» – 6:27
7. «Scene at the Open Air Market» – 2:57
8. «The Glass Bead Game» – 6:11
9. "Encounter in Bahia" – 3:59
10. «The Foundation» – 5:39
11. «Interlude» – 2:26
12. «The Oscillator» – 4:14
13. "Assault on Babylon" – 4:25
14. ".38.45 (A Thievery Number)" – 5:11
15. "One" – 4:51
16. "Sun, Moon & Stars" – 4:30
17. "The Sleeper Car" – 3:07